# البطولات الوطنية الأمريكية 1936 (كرة مضرب)
قائمة بالأبطال في 1936 البطولات الوطنية الأمريكية لكرة المضرب (المعروفة الآن باسم أمريكا المفتوحة):

## الكبار

### فردي رجال
فريد بيري هزم  جون بدج 2-6 6-2 8-6 1-6 10-8

### فردي سيدات
آليس ماربيل هزم  هيلين جاكوبز 4-6, 6-3, 6-2